# Bundestagswahlkreis Mecklenburgische Seenplatte II – Landkreis Rostock III
Der Bundestagswahlkreis Mecklenburgische Seenplatte II – Landkreis Rostock III (Wahlkreis 17) ist ein Wahlkreis in Mecklenburg-Vorpommern für die Wahlen zum Deutschen Bundestag. Er umfasst vom Landkreis Mecklenburgische Seenplatte die Städte Dargun, Demmin, Neustrelitz und Waren (Müritz) sowie die Ämter Demmin-Land, Malchin am Kummerower See, Malchow, Mecklenburgische Kleinseenplatte, Neustrelitz-Land, Penzliner Land, Röbel-Müritz, Seenlandschaft Waren, Stavenhagen und Treptower Tollensewinkel sowie vom Landkreis Rostock die Städte Güstrow und Teterow und die Ämter Bützow-Land, Gnoien, Güstrow-Land, Krakow am See, Laage und Mecklenburgische Schweiz. Mit 6250,3 Quadratkilometern war dieser Wahlkreis 20 flächenmäßig von 2013 bis 2021 der größte aller 299 Wahlkreise in Deutschland.

## Geschichte
Der Wahlkreis wurde im Zuge der Neuordnung der Wahlkreise in Mecklenburg-Vorpommern vor der Bundestagswahl 2002 aus Teilen der ehemaligen Wahlkreise Wismar – Gadebusch – Grevesmühlen – Doberan – Bützow, Güstrow – Sternberg – Lübz – Parchim – Ludwigslust, Rostock-Land – Ribnitz-Damgarten – Teterow – Malchin, Neubrandenburg – Altentreptow – Waren – Röbel und Neustrelitz – Strasburg – Pasewalk – Ueckermünde – Anklam neu gebildet.
Ursprünglich bestand der Wahlkreis aus den ehemaligen Landkreisen Güstrow, Müritz und Landkreis Bad Doberan. Vor der Bundestagswahl 2005 wurden aus dem Landkreis Bad Doberan die Gemeinden Graal-Müritz und Sanitz sowie die Ämter Carbäk, Rostocker Heide und Tessin-Land an den Bundestagswahlkreis Rostock abgegeben.
Zur Bundestagswahl 2013 gab der Wahlkreis den nordwestlichen Teil des Landkreises Rostock ab und erhielt den nördlichen Teil des Landkreises Mecklenburgische Seenplatte hinzu. Außerdem wurde der Name des Wahlkreises in Mecklenburgische Seenplatte II – Landkreis Rostock III geändert.

## Wahlkreisabgeordnete
| Wahl | Abgeordneter | Abgeordneter            | Partei | Stimmen in % |
| ---- | ------------ | ----------------------- | ------ | ------------ |
| 2002 |              | Dirk Manzewski          | SPD    | 44,5         |
| 2005 | 33,6         | Dirk Manzewski          | SPD    |              |
| 2009 |              | Eckhardt Rehberg        | CDU    | 34,7         |
| 2013 | 47,0         | Eckhardt Rehberg        | CDU    |              |
| 2017 | 37,6         | Eckhardt Rehberg        | CDU    |              |
| 2021 |              | Johannes Arlt           | SPD    | 31,1         |
| 2025 |              | Ulrike Schielke-Ziesing | AfD    | 41,1         |

## Wahlergebnisse

### Bundestagswahl 2025
| Kandidaten                                             | Kandidaten                           | Parteien/Listen     | Erststimmen | Erststimmen | Zweitstimmen | Zweitstimmen |
| Kandidaten                                             | Kandidaten                           | Parteien/Listen     | Stimmen     | %           | Stimmen      | %            |
| ------------------------------------------------------ | ------------------------------------ | ------------------- | ----------- | ----------- | ------------ | ------------ |
|                                                        | Johannes Arlt                        | SPD                 | 31.002      | 19,6        | 18.162       | 11,4         |
|                                                        | Ulrike Schielke-Ziesinggewählt im WK | AfD                 | 65.035      | 41,1        | 63.396       | 39,8         |
|                                                        | Stephan Bunge                        | CDU                 | 30.808      | 19,4        | 28.482       | 17,9         |
|                                                        | Niklas Hehenkamp                     | Die Linke           | 16.952      | 10,7        | 16.377       | 10,3         |
|                                                        | Christoph Stitz                      | FDP                 | 4.314       | 2,7         | 4.632        | 2,9          |
|                                                        | Jana Klinkenberg                     | GRÜNE               | 3.370       | 2,1         | 5.363        | 3,4          |
|                                                        | —                                    | Tierschutzpartei    | –           | –           | 1.973        | 1,2          |
|                                                        | Sabine Sigrid Schröter               | FREIE WÄHLER        | 3.582       | 2,3         | 1.630        | 1,0          |
|                                                        | —                                    | Volt                | –           | –           | 584          | 0,4          |
|                                                        | —                                    | MLPD                | –           | –           | 96           | 0,1          |
|                                                        | Nadine Warncke                       | BÜNDNIS DEUTSCHLAND | 3.364       | 2,1         | 724          | 0,5          |
|                                                        | —                                    | BSW                 | –           | –           | 17.740       | 11,1         |
| Gesamt                                                 | Gesamt                               | Gesamt              | 158.427     | 100         | 159.159      | 100          |
|                                                        |                                      |                     |             |             |              |              |
| Ungültige Stimmen                                      | Ungültige Stimmen                    | Ungültige Stimmen   | 2.186       | 1,4         | 1.454        | 0,9          |
| Wähler                                                 | Wähler                               | Wähler              | 160.613     | 78,5        | 160.613      | 78,5         |
| Wahlberechtigte                                        | Wahlberechtigte                      | Wahlberechtigte     | 204.474     |             | 204.474      |              |
|                                                        |                                      |                     |             |             |              |              |
| Quellen: Die Bundeswahlleiterin, Kandidaten – Ergebnis |                                      |                     |             |             |              |              |

### Bundestagswahl 2021
| Direktkandidat(in)      | Partei           | Erststimmen in % | Zweitstimmen in % |
| ----------------------- | ---------------- | ---------------- | ----------------- |
| Stephan Bunge           | CDU              | 21,3             | 18,7              |
| Ulrike Schielke-Ziesing | AfD              | 21,6             | 20,9              |
| Amina Kanew             | DIE LINKE        | 10,3             | 10,3              |
| Johannes Arlt           | SPD              | 31,1             | 29,9              |
| Tobias Schubert         | FDP              | 7,0              | 7,5               |
| Falk Jagszent           | GRÜNE            | 5,4              | 5,1               |
| –                       | Tierschutzpartei | -                | 1,7               |
| –                       | NPD              | -                | 0,7               |
| –                       | Die PARTEI       | -                | 0,7               |
| Klaus-Dieter Gabbert    | FREIE WÄHLER     | 3,0              | 1,7               |
| Lena Goltz              | MLPD             | 0,3              | 0,1               |
| –                       | ÖDP              | -                | 0,2               |
| –                       | dieBasis         | -                | 1,6               |
| –                       | DKP              | -                | 0,1               |
| –                       | Die Humanisten   | -                | 0,1               |
| –                       | PIRATEN          | -                | 0,3               |
| –                       | Team Todenhöfer  | -                | 0,2               |
| –                       | Volt             | -                | 0,1               |

### Bundestagswahl 2017
Zur Bundestagswahl 2017 am 24. September wurden 9 Direktkandidaten und 13 Landeslisten zugelassen.
| Direktkandidat          | Partei           | Erststimmen in % | Zweitstimmen in % |
| ----------------------- | ---------------- | ---------------- | ----------------- |
| Eckhardt Rehberg        | CDU              | 37,6             | 35,8              |
| Heidrun Bluhm           | DIE LINKE        | 17,3             | 16,9              |
| Jeannine Pflugradt      | SPD              | 15,7             | 14,5              |
| Ulrike Schielke-Ziesing | AfD              | 18,4             | 19,2              |
| Monika Göpper           | GRÜNE            | 3,3              | 3,2               |
| David Petereit          | NPD              | 1,0              | 1,2               |
| Sascha Zimmermann       | FDP              | 4,7              | 5,8               |
| Christian Ronge         | FREIE WÄHLER     | 1,6              | 1,0               |
| Barbara Schilke         | MLPD             | 0,3              | 0,2               |
| ‒                       | BGE              |                  | 0,3               |
| ‒                       | ÖDP              |                  | 0,1               |
| ‒                       | Die PARTEI       |                  | 0,7               |
| ‒                       | Tierschutzpartei |                  | 1,1               |

### Bundestagswahl 2013
Zur Bundestagswahl 2013 am 22. September wurden 9 Direktkandidaten und 12 Landeslisten zugelassen.
| Direktkandidat         | Partei          | Erststimmen in % | Zweitstimmen in % |
| ---------------------- | --------------- | ---------------- | ----------------- |
| Eckhardt Rehberg       | CDU             | 47,0             | 45,1              |
| Heidrun Bluhm          | DIE LINKE       | 22,7             | 21,5              |
| Jeannine Pflugradt     | SPD             | 18,7             | 17,2              |
| Dietrich-Eckard Krause | FDP             | 1,5              | 2,1               |
| Kerstin Felgner        | GRÜNE           | 3,1              | 3,3               |
| Hannes Welchar         | NPD             | 3,2              | 2,7               |
| Harro Glienke          | PIRATEN         | 2,0              | 1,6               |
| Barbara Schilke        | MLPD            | 0,4              | 0,2               |
| ‒                      | REP             | ‒                | 0,1               |
| ‒                      | AfD             | ‒                | 5,1               |
| ‒                      | pro Deutschland | ‒                | 0,2               |
| Hartwig Kurth          | FREIE WÄHLER    | 1,5              | 1,1               |

### Bundestagswahl 2009
Die Bundestagswahl 2009 hatte folgendes Ergebnis:
| Direktkandidat   | Partei                | Erststimmen in % | Zweitstimmen in % |
| ---------------- | --------------------- | ---------------- | ----------------- |
| Eckhardt Rehberg | CDU                   | 34,7             | 34,2              |
| Heidrun Bluhm    | Die Linke             | 27,3             | 27,9              |
| Dirk Manzewski   | SPD                   | 21,8             | 17,4              |
| Toralf Schnur    | FDP                   | 7,3              | 10,0              |
| Steffen Marklein | Bündnis 90/Die Grünen | 4,8              | 5,2               |
| Dirk Susemihl    | NPD                   | 3,2              | 3,0               |
| Karl Heinz Lüder | Einzelbewerber        | 0,5              | -                 |
| Achim Klein      | ödp                   | 0,4              | -                 |
| -                | Piraten               | -                | 1,9               |
| -                | MLPD                  | -                | 0,2               |
| -                | REP                   | -                | 0,2               |